# Pseudodaphnella lemniscata
Pseudodaphnella lemniscata is een slakkensoort uit de familie van de Raphitomidae. De wetenschappelijke naam van de soort is voor het eerst geldig gepubliceerd in 1869 door G. Nevill & H. Nevill.